# Anisodes rhodostigma
Anisodes rhodostigma là một loài bướm đêm trong họ Geometridae.